# Nick Niemann
Nick Niemann (Waterloo, 2 dicembre 1997) è un giocatore di football americano canadese che milita nel ruolo di linebacker per i Los Angeles Chargers della National Football League (NFL).

## Carriera

### Los Angeles Chargers
Niemann al college giocò a football all'Università dell'Iowa. Fu scelto nel corso del sesto giro (185º assoluto) nel Draft NFL 2021 dai Los Angeles Chargers. Nella sua stagione da rookie disputò tutte le 17 partite, nessuna delle quali come titolare, con 21 tackle e un intercetto.

## Palmarès
- PFWA All-Rookie Team - 2021

## Vita privata
È il fratello di Ben Niemann, giocatore dei Kansas City Chiefs.